# Reykjavíkurkjördæmi suður

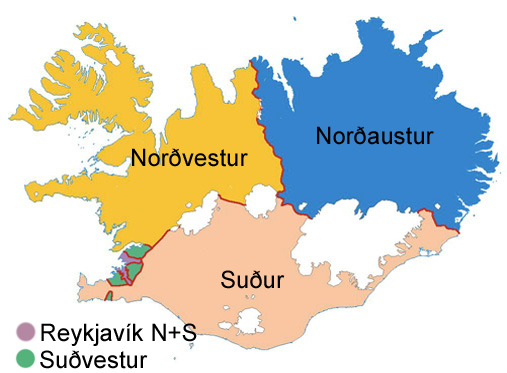
Karta över Island med de sex valkretsarna markerade. Huvudstaden Reykjavik är delad i norr och söder.

Reykjavíkurkjördæmi suður är en av Islands sex valkretsar. Valkretsen, som har elva platser i det isländska alltinget, omfattar södra delen av Reykjavik.